# Ofer Fleisher
Ofer Fleisher (in ebraico עופר פליישר‎?; Rehovot, 14 marzo 1966) è un ex cestista israeliano.

## Carriera
Con Israele ha disputato quattro edizioni dei Campionati europei (1987, 1993, 1995, 1997).

## Palmarès
- Coppa di Israele: 1

Hapoel Galil Elyon: 1987-1988